# Elisabeth von Heyking
Elisabeth von Heyking (Karlsruhe, 10 dicembre 1861 – Berlino, 4 gennaio 1925) è stata una scrittrice tedesca.
È ricordata per il suo romanzo epistolare Briefe, die ihn nicht erreichten (in italiano: Le lettere che non gli pervennero).

## Biografia
Elisabeth era la figlia primogenita di Armgart Catharina von Arnim (4 marzo 1821-17 gennaio 1880) e del diplomatico prussiano Albert von Flemming (14 ottobre 1813-17 marzo 1884). La madre era la penultima figlia di Bettina Brentano e di Achim von Arnim, due fra i più autorevoli rappresentanti del romanticismo tedesco. Il padre discendeva dalla famiglia von Flemming che aveva avuto fra i suoi atenati Jacob Heinrich von Flemming.
Dopo la morte della madre, il padre decise di organizzare un viaggio in Italia per distrarre le figlie dal lutto. A Verona ebbero l'occasione conoscere il fratello di un'amica con cui viaggiavano, Stephan Gans zu Putlitz. Il giovane si era da poco laureato e aveva ottenuto l'abilitazione per insegnare all'Università di Berlino. Al rientro in Germania Elisabeth e Stephan erano fidanzati. Si sposarono il 2 agosto 1881 e l'anno successivo nasce la loro unica figlia Stephanie (13 giugno 1882-1949).
La coppia si era trasferita a vivere a Berlino ma, nonostante l'amore passionale di lui, Elisabeth aveva difficoltà ad adattarsi alla loro vita matrimoniale. Sembra che il marito fosse collerico e geloso. Una sera a casa di amici incontrò Edmund von Heyking con il quale sviluppò subito un'affinità intellettuale e spirituale. I rapporti fra i due rimasero sempre nei limiti delle convenzioni sociale dell'epoca e Elisabeth, a seguito delle numerose scene di gelosia, promise anche al marito di rinunciare a qualunque tipo di rapporto. Lo spirito tormentato dell'uomo lo spinse comunque al suicidio il 14 luglio 1883.
Elisabeth scese in Italia con la figlia e a Venezia fu raggiunta sia da Edmund von Heyking che, successivamente dall'ex suocero. L'uomo convinse la nuora di affidargli la bambina dicendo che la morte del figlio aveva sconvolto la famiglia e la presenza della nipote avrebbe aiutato a risollevare la situazione. La famiglia paterna non volle in seguito più restituire la bambina alla madre, che dovette adire le vie legali e attendere due anni prima di poter riabbracciare la figlia. Nonostante fosse divenuta una vittima della stampa scandalistica dell'epoca, Edmund si sposò con lei nel 1884 a Firenze poco dopo la morte del padre. Questa scelta influì negativamente sulla carriera del nuovo marito che fu inviato in missione lontano dalla Germania.
Nel 1895 la coppia è inviata a New York, l'anno successivo a Valparaíso, nel 1890 a Calcutta, nel 1893 al Cairo, nel 1895 a Pechino e dal 1900 al 1903 in Messico. Durante questi viaggi Elisabeth scrisse dei diari, lesse molto e s'interessò alla cultura locale. I viaggi furono intervallati da brevi periodi di riposo in patria, ma la famiglia rimase sempre unita, viaggiando insieme, non solo con i due figli di Edmund, Alfred (1887-1917) e Günther (17 novembre 1891-1917), ma anche con Stephanie che fu sempre trattata come una figlia dal marito di Elisabeth.
Nei suoi diari Elisabeth manifesta tutta la tristezza del suo soggiorno in Messico. È in questo periodo che scrive il suo capolavoro Briefe, die ihn nicht erreichten e il 27 dicembre 1902 scrive nei suoi diari che il libro è stato accettato e pubblicato. Il libro ebbe un enorme successo e rese Elisabeth von Heyking una donna ricca.
Nel 1907 il marito lasciò il servizio diplomatico e si stabilirono a Baden-Baden. L'anno successivo ereditò da uno zio paterno il castello di Crossen a Crossen an der Elster dove si trasferirono e crearono un centro letterario. Nonostante la soddisfazione che trasse dalla produzione lettararia, gli anni successivi furono estremamente dolorosi. Il 15 luglio 1915 perse l'amatissimo marito e nel 1917 perse entrambi i figli a causa della prima guerra mondiale.
Morì a Berlino il 4 gennaio 1925, all'età di 63 anni. Fu sepolta nella cappella del castello di Crossen.

## Pubblicazioni
- Briefe, die ihn nicht erreichten (1902)
- Der Tag anderer (1905)
- Ille mihi. Roman (1912)
- Tschun. Eine Geschichte aus dem Vorfrühling Chinas (1914)
- Die Orgelpfeifen. Aus dem Lande der Ostseeritter. Zwei Erzählungen (1918)
- Liebe, Diplomatie und Holzhäuser. Eine Balkanphantasie von einst (1919)
- Das vollkommene Glück. Erzählung (1920)
- Weberin Schuld. Novellen (1921)
- Tagebücher aus vier Weltteilen 1886/1904 (1926)